# Laila Freivalds
Laila Ligita Freivalds (Riga, 22 giugno 1942) è una politica svedese.

## Biografia
Nata a Riga nell'allora Reichskommissariat Ostland fuggì dalla seconda guerra mondiale con la famiglia in Svezia, allora paese neutrale e qui studiò legge presso l'Università di Uppsala.

### Carriera politica
A partire dal 1976 ha lavorato nell'Agenzia del consumo, dipendente dal Ministero delle finanze fino al 1988, anno in cui fu nominata ministro della giustizia da Ingvar Carlsson. Riprese tale incarico nel 1994, dimettendosi nel 2000 a causa di una controversia legale privata.
In seguito all'omicidio del ministro degli affari esteri Anna Lindh nel 2003 assunse l'incarico, dimettendosi nel 2006 a causa di alcune polemiche riguardanti la chiusura di un sito web appartenente ai Democratici Svedesi. Fu criticata inoltre per le azioni governative nei confronti delle nazioni colpite dal terremoto e maremoto dell'Oceano Indiano del 2004.